# Ulica św. Anny w Krakowie
Ulica św. Anny – ulica w Krakowie, w dzielnicy I Stare Miasto, na Starym Mieście.
Wytyczona została w czasach lokacji miasta, w 1257 roku. Jej najstarsza nazwa brzmiała: ulica Żydowska, gdyż prowadziła z Rynku do dzielnicy żydowskiej. Tu znajdowały się bożnica, cmentarz, a także łaźnia żydowska do czasów, gdy na początku XV w. przeniesiono Żydów w okolice dzisiejszego placu Szczepańskiego.
Nazwa ulicy św. Anny pojawiła się pod koniec XIV wieku, wzięła się od kościoła św. Anny. Była to ulica uniwersytecka; znajdowały się tu bursy, kolegia, biblioteka. Zachowało się przy niej do dziś wiele zabytkowych budowli.
Teren przy końcu ulicy, ograniczony murami miejskimi i murem ogrodu należącego do Kolegium Nowodworskiego, zwał się „Na Mennicy”. gdyż w latach 1607–1654 działała tam Mennica Jego Królewskiej Mości (budowla ta istniała już w XVI w.). Był to budynek częściowo drewniany. Działalność produkcyjna w Mennicy ustała prawdopodobnie w połowie XVII w., gdyż w 1661 roku obiekt określa się mianem „Starej Mennicy”. Na omawianym terenie stało 9 drewnianych domów, przylegających do gmachu Kolegium Nowodworskiego i do muru ogrodowego. Około roku 1792 w Starej Mennicy znajdowały się stajnie miejskie. W związku z planami wyburzenia murów miejskich, ok. roku 1814 zaczęto rozbierać wspomniane drewniane domy przy murze ogrodowym, a w latach 1825–1826 przestała prawdopodobnie istnieć również „Stara Mennica”. W połowie XIX w. nastąpiła rozbudowa Kolegium Nowodworskiego. W 1855 roku wzniesiono nowe jego skrzydło od strony Plant. Wiele wskazuje na to, że stanęło ono w miejscu Starej Mennicy.
Między kościołem św. Anny a Plantami wznosiła się niegdyś szkoła parafialna św. Anny. Jej początki sięgają drugiej połowy XIV w., ale pierwsze zachowane wzmianki pochodzą z roku 1450. Pierwotnie była to budowla drewniana. Okazały, murowany budynek szkoły wystawił w 1511 roku Maciej Miechowita. Dotrwał on do roku 1689, kiedy to został zburzony w związku z budową nowego, barokowego kościoła św. Anny, który stanął na miejscu świątyni gotyckiej. Trzeci w kolejności budynek szkoły św. Anny stanął na placu między nowym kościołem a murami miejskimi. Został on zburzony w 1823 roku, a na jego miejscu założono Planty.

## Zabudowa
- ul. św. Anny 1 (Rynek Główny 27) – Pałac „Pod Baranami”.
- ul. św. Anny 2 – Kamienica Czeczotki, budynek pochodzi z roku 1561, wzniesiony przez Gabriela Słońskiego i Ambrożego Morosiego, lecz był wielokrotnie przebudowywany. Mieszkał w nim niegdyś burmistrz krakowski – Erazm Czeczotka. Przed II wojną światową mieściła się tu restauracja o wspaniałych secesyjnych wnętrzach, a na I piętrze sławna kawiarnia „Secesja”. Czytano tam prasę, grywano w szachy, dyskutowano o polityce - było to miejsce spotkań socjalistów. Wieczorami gościom przygrywała salonowa orkiestra. Restaurację na parterze prowadził Józef Kuczmierczyk, a jej stałymi bywalcami byli m.in. Franciszek Mirandola i Władysław Orkan[4]. Z czasów renesansu zachowało się od strony podworca nieco kamiennych detali; widoczne są na nich wpływy włoskich mistrzów. W XX wieku w budynku znajdowała się Kawiarnia „Secesja”.
- ul. św. Anny 3 – kamienica „Goryszowskich”, XV wiek.
- ul. św. Anny 4 – kamienica, XV wiek.
- ul. św. Anny 5 – Dom Towarzystwa Szkoły Ludowej w Krakowie
- ul. św. Anny 6 – Collegium Kołłątaja (Collegium Physicum) – gmach w stylu klasycystycznym, zbudowany w latach 1791–1826 przez Feliksa Radwańskiego. Budynek ten powstał dzięki połączeniu trzech kamienic, a w 1839 roku dodano czwartą tzw. Bursę Śmieszkowicza, dzięki czemu rozszerzono go w stronę ulicy Gołębiej. Na froncie znajduje się tablica (autor: Konstanty Laszczka) upamiętniająca osiągnięcia fizyków krakowskich: Karola Olszewskiego i Zygmunta Wróblewskiego, którzy w 1883 roku, po raz pierwszy w świecie, skroplili tlen i azot z powietrza.
- ul. św. Anny 7 (ul. Jagiellońska 14) – Kamienica „Koya”, projektował Karol Scharoch, 1900.
- ul. św. Anny 8–10 (ul. Jagiellońska 15) – Collegium Maius, najstarsza siedziba Uniwersytetu Jagiellońskiego.
- ul. św. Anny 9 – Dom Izby Rzemieślniczej. Prowadzi do niej masywna brama wejściowa będąca doskonałym przykładem secesyjnej ślusarki, ozdobiona witrażem zaprojektowanym przez Henryka Uziembłę.
- ul. św. Anny 12 – Collegium Nowodworskiego Uniwersytetu Jagiellońskiego, dawna siedziba średniej szkoły założonej przez Uniwersytet w 1586 roku pn. „classes”. W roku 1617 Bartłomiej Nowodworski, kawaler maltański, rotmistrz i sekretarz króla przeznaczył znaczne fundusze na uposażenie tej szkoły. Budynek Kolegium o arkadowym, barokowym dziedzińcu, na miejscu starych budynków zbudował w latach 1639–1643 Jan Leitner. Środki finansowe ofiarował Gabriel Prowancjusz Władysławski, nauczyciel polskich królów Władysława IV i Jana Kazimierza. Fakt ten przypomina tablica fundacyjna wmurowana nad portalem z tarczą herbową Wazów. Przy Kolegium Nowodworskiego znajdowała się niegdyś jedna z trzech mennic krakowskich. Obecnie w budynku mieści się Rektorat Collegium Medicum Uniwersytetu Jagiellońskiego.
- ul. św. Anny 13 – Kościół św. Anny.

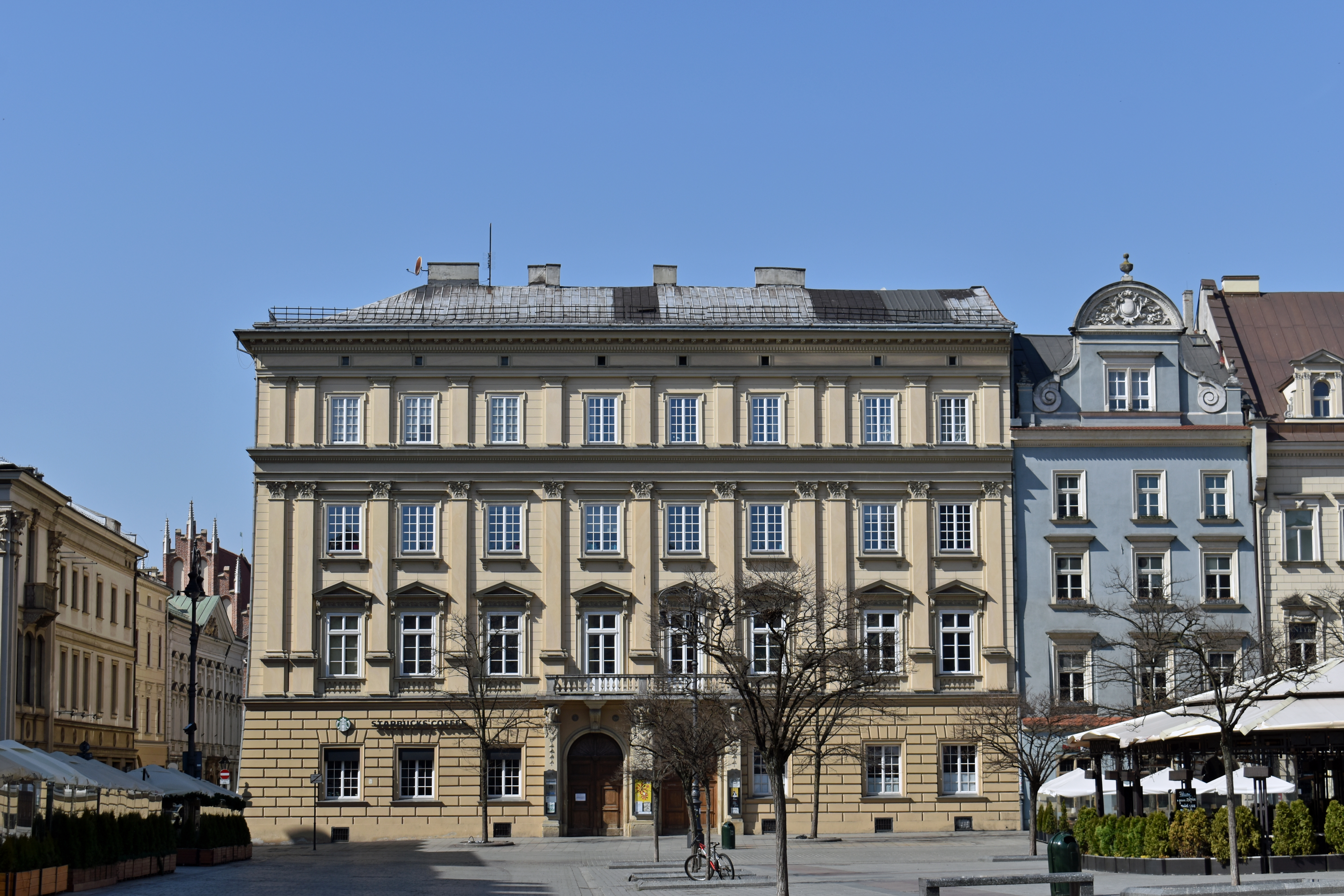
ul. św. Anny 1 Pałac Pod Baranami
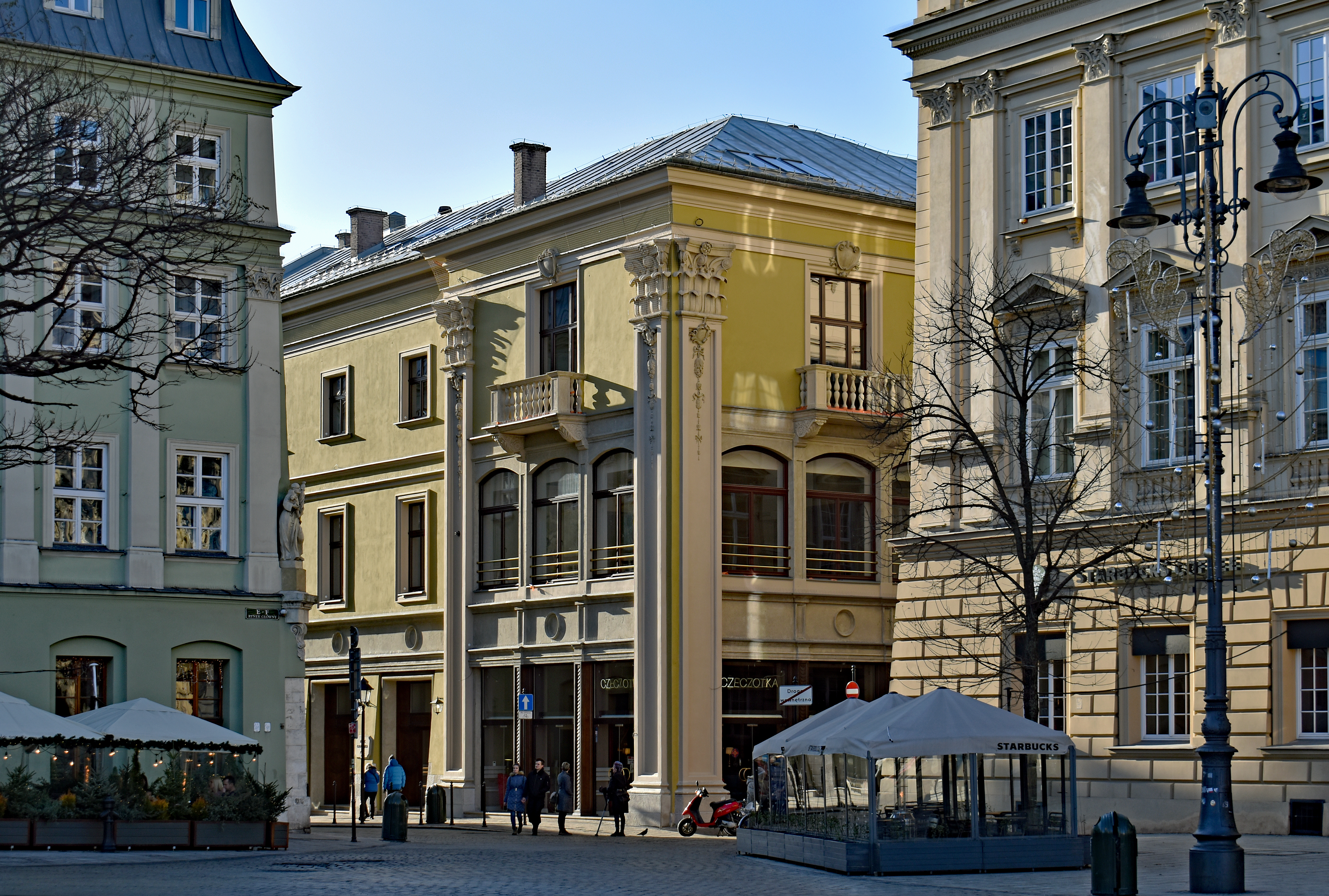
ul. św. Anny 2 Kamienica Czeczotki
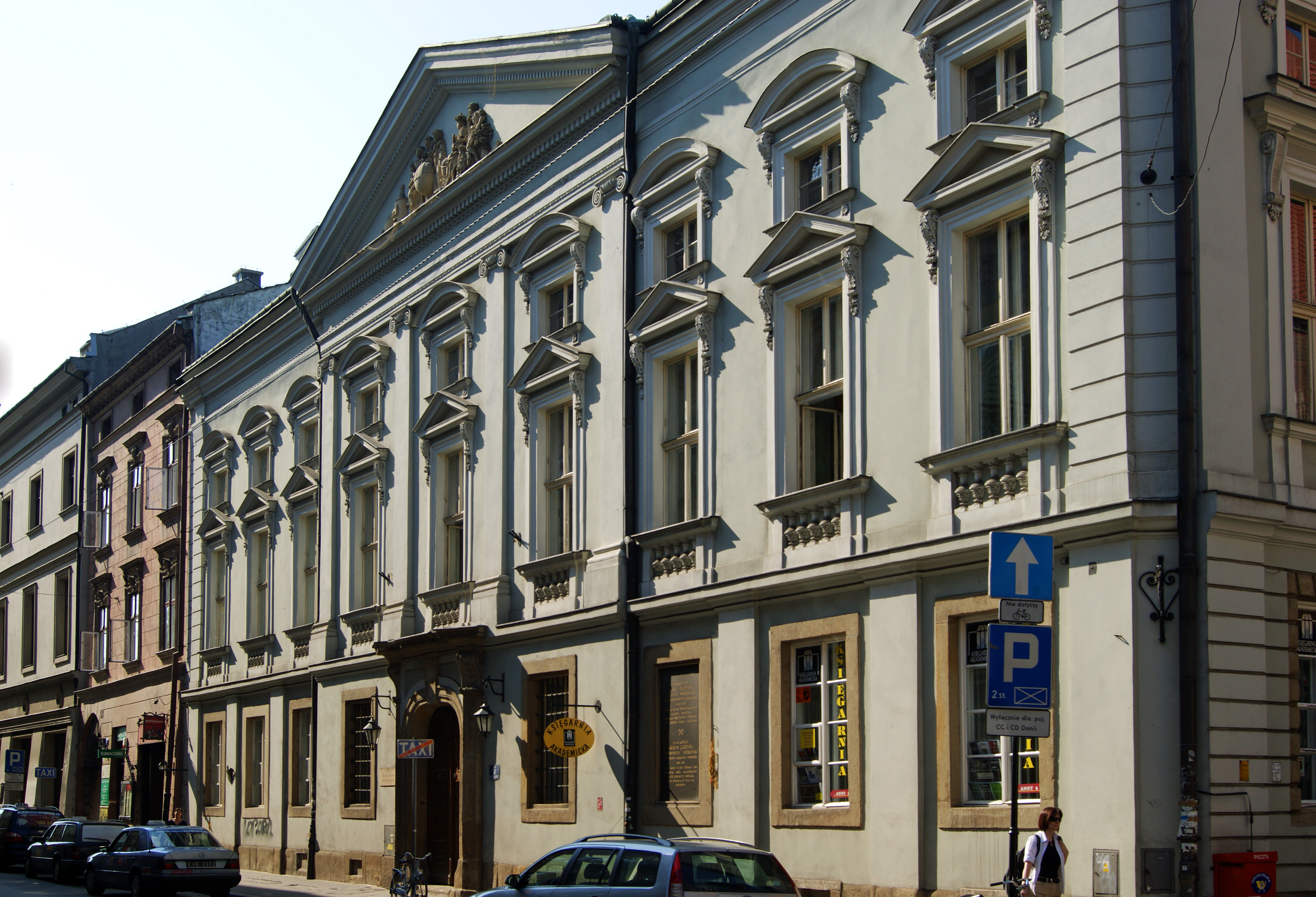
ul. św. Anny 6 Collegium Kołłątaja UJ
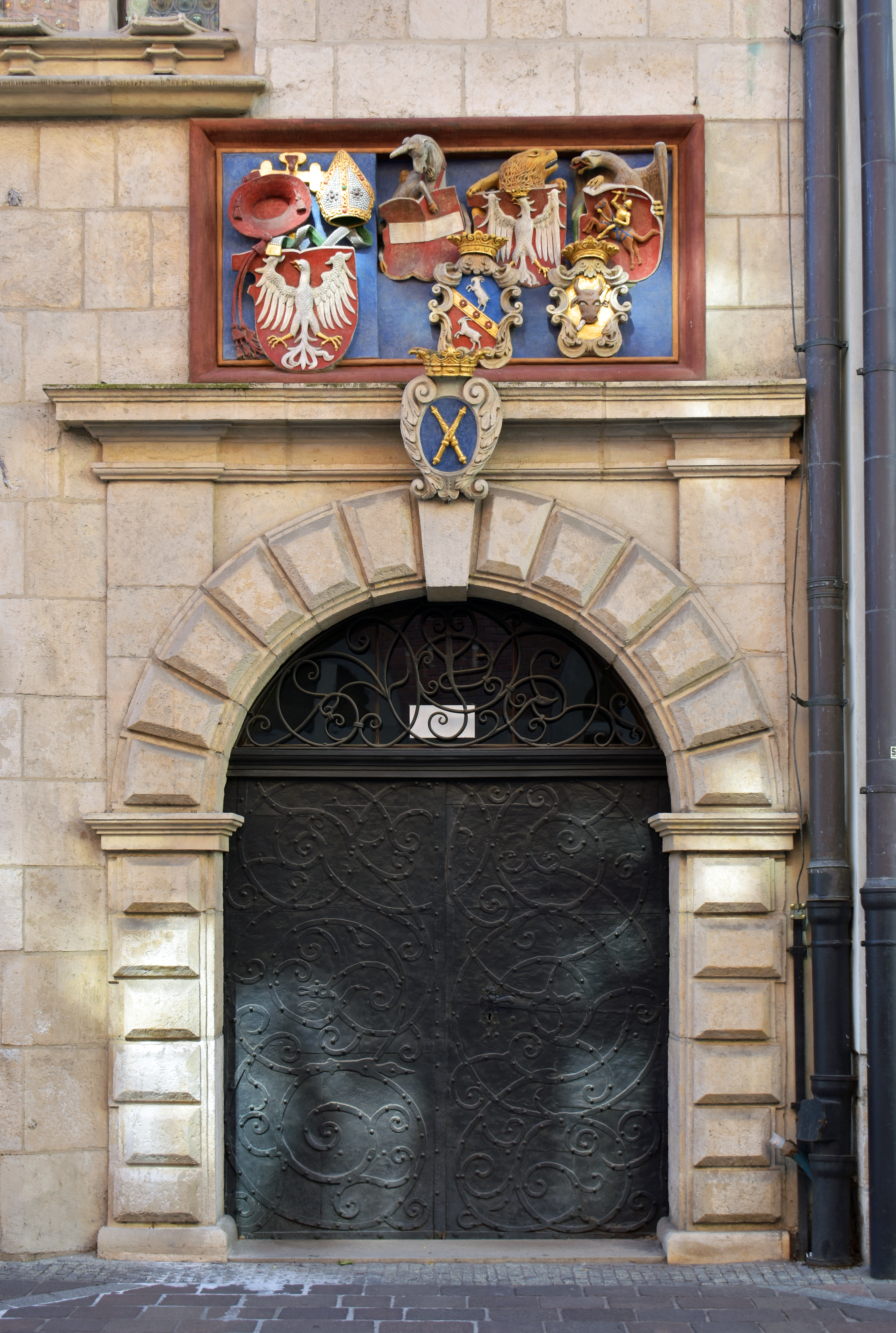
ul. św. Anny 8 Portal Collegium Maius
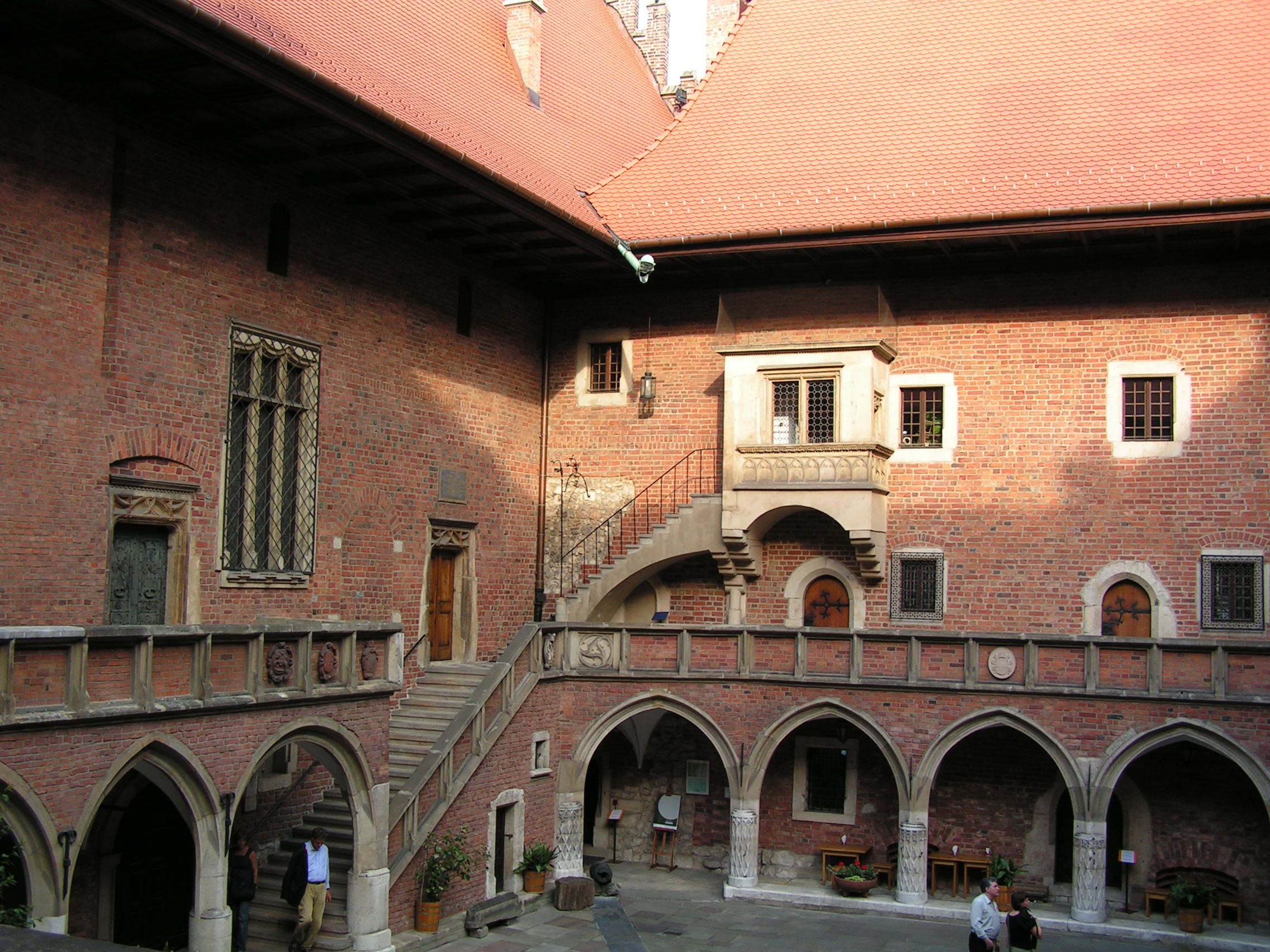
ul. św. Anny 8 Dziedziniec Collegium Maius Uniwersytetu Jagiellońskiego
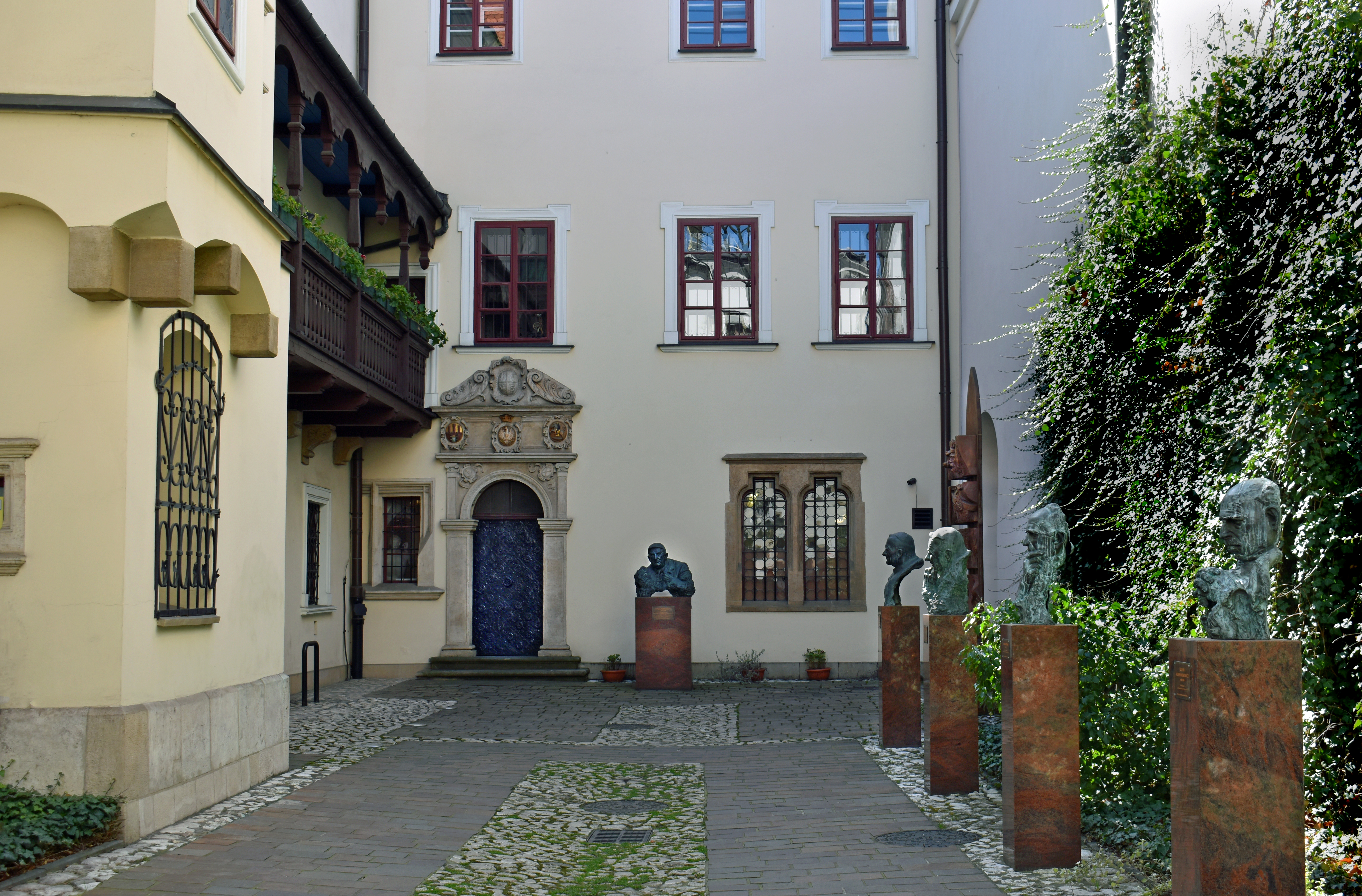
ul. św. Anny 10 Zaułek Estreichera
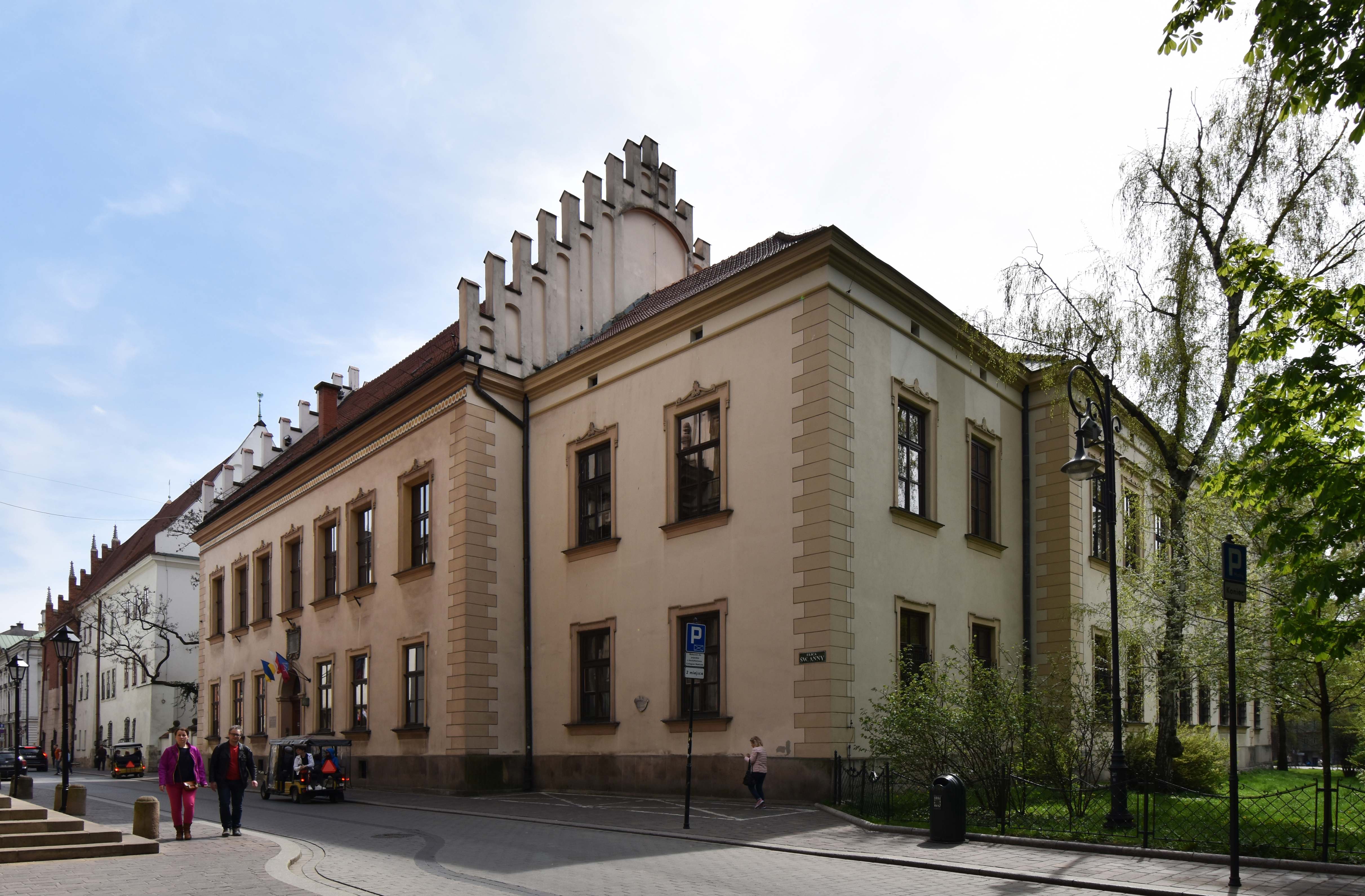
ul. św. Anny 12 Collegium Nowodworskiego UJ
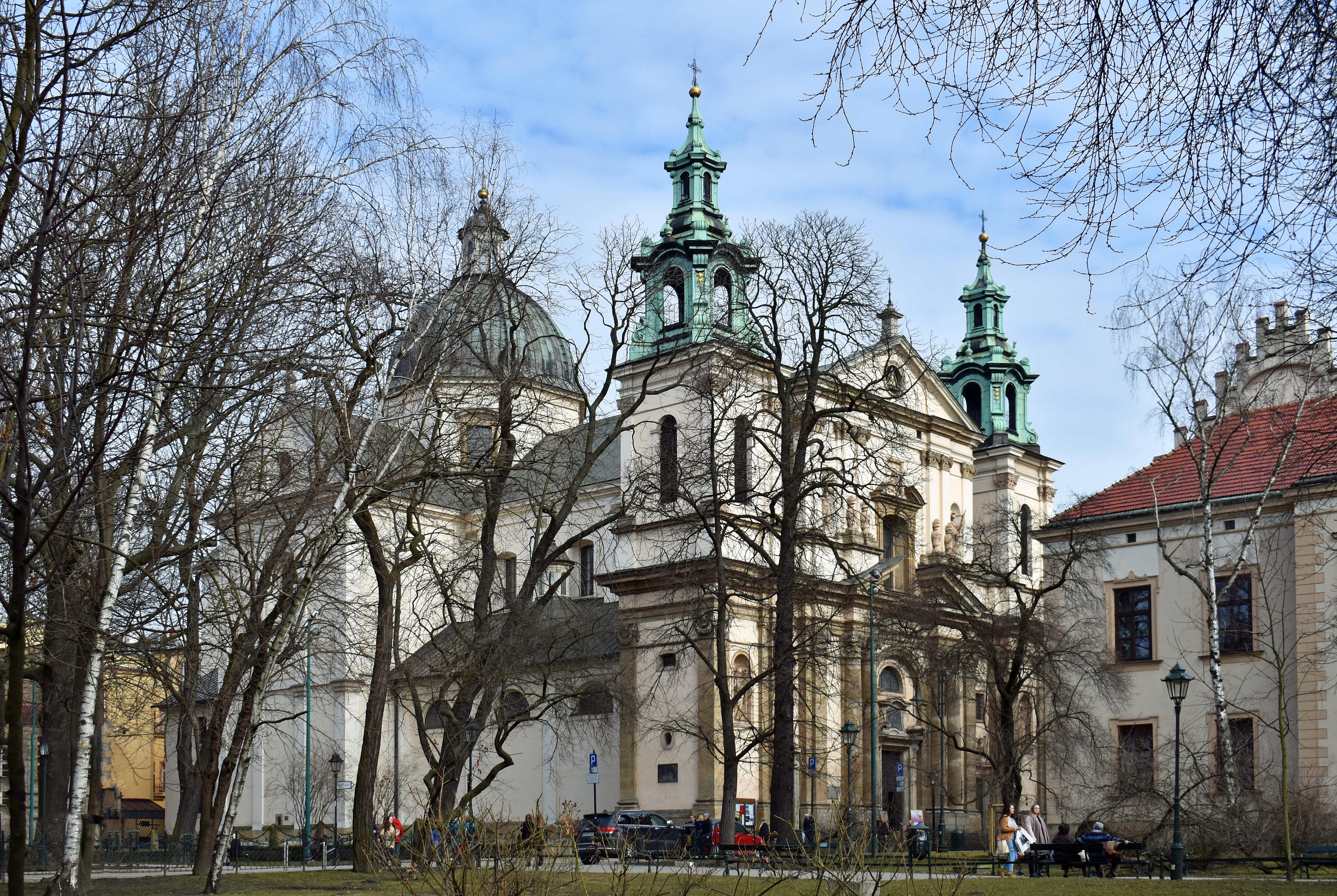
ul. św. Anny 13 Kościół św. Anny